# Tirpitz
Tirpitz – niemiecki pancernik typu Bismarck z okresu II wojny światowej, bliźniaczy okręt „Bismarcka”. Oba te pancerniki były największymi jednostkami Kriegsmarine w historii i największymi europejskimi okrętami bojowymi. Zatopiony 12 listopada 1944.

## Historia i rejsy
Budowę okrętu oznaczonego jako Bau Nr. 124, rozpoczęto jesienią 1936 w stoczni Kriegsmarinewerft w Wilhelmshaven. Został zwodowany 1 kwietnia 1939 r.; matką chrzestną była córka admirała Alfreda von Tirpitza. Okręt wszedł do służby 25 lutego 1941 r., a jego dowódcą został kmdr Karl Topp. Przez następne miesiące przeszedł serię prób na Bałtyku, osiągając gotowość bojową we wrześniu 1941.

## Działalność operacyjna
Pancernik brał udział w ubezpieczaniu niemieckich operacji na Bałtyku, podczas których nie doszło jednak do żadnych starć z okrętami radzieckimi. Wtedy też trwało szkolenie załogi. Po zatopieniu bliźniaczego „Bismarcka” Niemcy uznali, że wysłanie „Tirpitza” na daleki rejs rajderski byłoby zbyt ryzykowne, aczkolwiek Niemcy postanowili użyć „Tirpitza” do działań rajderskich na Atlantyku. Taki scenariusz przeraził Brytyjczyków do tego stopnia, że postanowili go wyeliminować. Nie mogli zrobić tego w sposób bezpośredni, więc postanowili wyeliminować go pośrednio niszcząc dok w Saint-Nazaire (Rajd na Saint-Nazaire).

## Działalność w Norwegii
Po zniszczeniu doku w Saint-Nazaire Niemcy nie mogli wysłać pancernika na Atlantyk, gdyż był to jedyny dok, który mógł pomieścić „Tirpitza” na zachodzie Europy. Niemcy postanowili przebazować go do Norwegii, by powstrzymać konwoje zaopatrzeniowe Lend-Lease Act wysyłane przez aliantów zachodnich do Związku Radzieckiego w dużej części statkami płynącymi drogą północną przez Morze Norweskie do Murmańska. W związku z tym dowództwo Kriegsmarine podjęło decyzję o przebazowaniu „Tirpitza” do Norwegii, gdzie miał bezpiecznie przebywać w wąskich, niedostępnych fiordach, w pobliżu szlaków konwojów arktycznych. Dla zakamuflowania jego obecności wytwarzali w miejscach kotwiczenia sztuczną mgłę poprzez rozpylanie kwasu chlorosulfonowego. Pancernik przybył do Trondheim w Norwegii 16 stycznia 1942. Do Norwegii przebazowano również większą część pozostałych niemieckich sił nawodnych.
Od końca stycznia 1942 r. Brytyjczycy próbowali zatopić „Tirpitza” przez naloty ciężkich bombowców, lecz pierwszy nalot 30/31 stycznia nie osiągnął celu, a kolejne 30/31 marca były nieskuteczne.

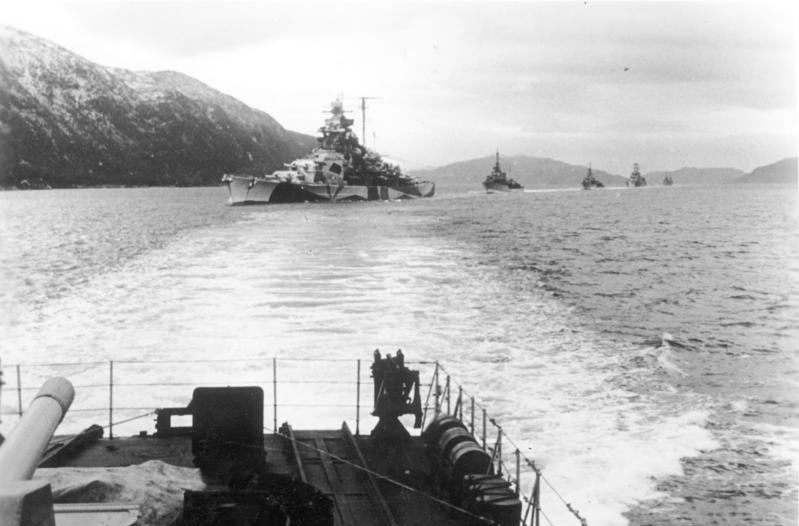
„Tirpitz” w drodze koło norweskiego wybrzeża eskortowany przez flotyllę niszczycieli, październik 1942

### OperacjaSportpalast
W marcu 1942 roku Niemcy postanowili użyć pancernika do zwalczania konwojów. W tym czasie do ZSRR płynął konwój PQ-12 i wracał PQ-8. „Tirpitz” wraz z eskortującymi go niszczycielami wyruszył, by przechwycić konwoje. Jednak nie udało się wytropić konwojów, chociaż niemiecki zespół podpłynął bardzo blisko do alianckich statków.

### Konwój PQ-17
4 lipca 1942 roku Niemcy poinformowani przez swoich szpiegów i lotnictwo o konwoju PQ-17, zamierzali go zniszczyć używając najcięższych okrętów Kriegsmarine. Do zadania wyznaczono pancernik „Tirpitz”, pancernik kieszonkowy „Admiral Scheer”, ciężki krążownik „Admiral Hipper” i niszczyciele eskorty. Na wieść o wyjściu w morze „Tirpitza” dowództwo nakazało rozproszyć konwój, by uratować statki od łatwego zniszczenia ogniem pancernika i nakazała wycofanie eskorty (mimo że w pobliżu Wyspy Niedźwiedziej znajdował się zespół, w którego skład wchodziły pancerniki „Duke of York”, „Washington” i lotniskowiec „Victorius”). W wyniku tych decyzji konwój padł ofiarą U-bootów i samolotów, a zespół niemiecki powrócił do fiordów. Po tej tragedii dowódca eskorty konwoju PQ-17 powiedział:
„«Tirpitz» przez samo tylko podniesienie kotwicy zrobił to, czego nie zrobiły masy samolotów i okrętów podwodnych – złamał spoistość konwoju, podstawową taktykę do walki z takim zagrożeniem”.
O godzinie 18.01 niemiecki zespół był atakowany przez radziecki okręt podwodny K-21 dowodzony przez kmdra por. Nikołaja Łunina, lecz cztery torpedy chybiły i nie zostały zauważone przez Niemców. Mimo to, w radzieckim piśmiennictwie powielana bywa informacja o rzekomym uszkodzeniu pancernika, utajnionym przez Niemców, na co brak jest jakiegokolwiek dowodu.

### OperacjaSizilien
We wrześniu 1943 roku „Tirpitz” został użyty bojowo, ale jako wsparcie desantu na Spitsbergen. Razem z pancernikiem „Scharnhorst” i dziewięcioma niszczycielami i oddziałami 349 pułku grenadierów zdobyli wyspę w kilka dni. Po zakończeniu operacji Niemcy skierowali „Tirpitza” do fiordów.

### Efekt psychologiczny i militarny działalności „Tirpitza”
Obecność pancernika powodowała, że jeden pancernik wiązał aż 7 pancerników i inne ciężkie jednostki. Zyskał też nazwę „Samotny władca północy”. Pobyt pancernika w Norwegii sprawiał, że alianci mieli mniej ciężkich okrętów na Atlantyku, co z kolei powodowało duże straty. Brytyjczycy chcieli się go pozbyć. Używali do tego samolotów z lotniskowców i miniaturowych okrętów podwodnych, kilkakrotnie uszkadzając okręt i stopniowo obniżając jego wartość bojową. 22 września 1943 sześć okrętów podwodnych typu X dokonało ataku na niemieckie ciężkie okręty nawodne, zgromadzone w fiordzie Altafiord (operacja Source). Ładunki wybuchowe podłożone pod „Tirpitza” spowodowały jego ciężkie uszkodzenie.
W 1944 roku Brytyjczycy podejmowali kilka prób zatopienia „Tirpitza”, angażując znaczne siły. 3 kwietnia 1944 r. został on uszkodzony przez samoloty pokładowe w ramach operacji Tungsten, lecz uszkodzenia nie były poważne. 17 lipca powtórzono nalot podczas operacji Mascot, ale pancernik został okryty zasłoną dymną i żadna bomba nie trafiła. Czterech dalszych nalotów z lotniskowców na Kaafiord (operacja Goodwood) dokonano pomiędzy 22 a 29 sierpnia, ale uszkodzenia pancernika okazały się niewielkie. Po tym powrócono do nalotów ciężkich bombowców. 15 września nalot bombowców w ramach operacji Paravane spowodował na pancerniku zniszczenia nie do usunięcia. Po tym rajdzie okręt został przeholowany w okolice Tromsø i zakotwiczony jako nieruchoma bateria obrony wybrzeża. Kolejny nalot ciężkich bombowców nastąpił 29 października (operacja Obviate), ale nie przyniósł dużych szkód.

### Zatopienie

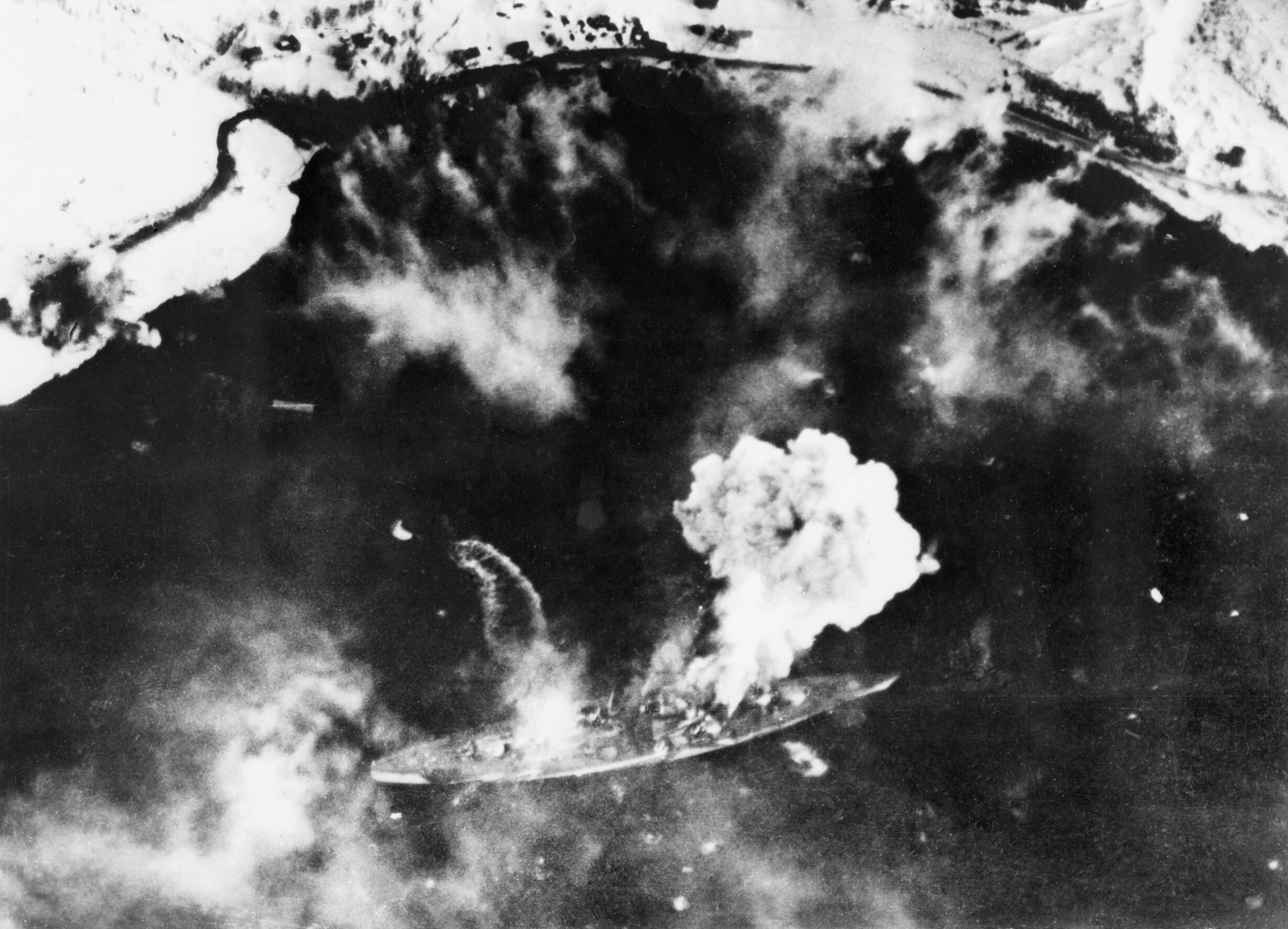
„Tirpitz” podczas ataku samolotów Fleet Air Arm w fiordze Altafjord rankiem 3 kwietnia 1944. Tego dnia pancernik był atakowany przez bombowce Fairey Barracuda eskortowane przez myśliwce Supermarine Seafire, F4U Corsair, F6F Hellcat i F4F Wildcat stacjonujące na lotniskowcach Home Fleet

Pełny sukces osiągnięto jednak dopiero 12 listopada 1944, używając ciężkich bombowców typu Lancaster uzbrojonych w ciężkie bomby Tallboy, ważące 5,45 tony. Po bezpośrednim trafieniu dwiema bombami tuż w pobliżu burty okręt szybko zatonął w Tromsø (69°38′50″N 18°48′26″E/69,647222 18,807222), zabierając na dno znaczną część załogi. W związku z tym, że okręt obrócił się prawie do góry dnem na płytkiej wodzie, wystające ponad lustro wody dno umożliwiło grupom ratunkowym wycięcie otworów i uratowanie części marynarzy. Innym zbiegiem okoliczności było wyokrętowanie części załogi maszynowej krótko przed zatopieniem (okręt został przewidziany jako pływająca bateria), co znacznie obniżyło liczbę ofiar.

## Odniesienie
Tekst utworu pt. „Tirpitz”, napisany przez Maika Weicherta i opublikowany w 2020 na płycie Of Truth & Sacrifice niemieckiej grupy metalowej Heaven Shall Burn, odnosi się do historii pancernika Tirpitz.

## Dane techniczne
- Uzbrojenie:

8 dział 380 mm SK C/34 w czterech, dwudziałowych wieżach.
12 dział kal. 15 cm L/55 w sześciu, dwudziałowych wieżach.
16 dział kal. 10,5 cm L/65 w ośmiu, dwudziałowych wieżach.
16 dział kal. 3,7 cm L/83 na ośmiu, podwójnych stanowiskach.
70 działek kal. 2 cm.
8 wyrzutni torped kal. 53,3 cm.
- Opancerzenie:

Burty 320 mm,
Wieże 360 mm,
Pokład górny 100–120 mm,
- Wyposażenie dodatkowe:

4 samoloty Arado Ar 196,
1 katapulta:
1 radar FuMO 23.